# Renato Poblete
Renato Poblete Barth (Antofagasta, 5 de abril de 1924-Padre Hurtado, 18 de febrero de 2010) fue un sacerdote jesuita de Chile, capellán del Hogar de Cristo. En 2019 se conocieron diversos casos de abusos sexuales y de poder cometidos por él entre 1960 y 2008.

## Biografía

### Formación
Vivió en Oruro (Bolivia) hasta sus dieciséis años de edad. Debido a la muerte de su padre en 1940, la familia se mudó a Santiago, donde realizó sus estudios secundarios en el Liceo de Aplicación, colegio laico tradicional del cual egresó.
Durante su último año en el colegio conoció al sacerdote jesuita Alberto Hurtado, quien fue clave en su vocación y su ingreso a la Compañía de Jesús. Estudió teología y sociología aplicada a la religión en Fordham University, Estados Unidos. También estudió ingeniería civil química. Además se desempeñó como profesor en la Pontificia Universidad Católica de Chile.

### Capellán del Hogar de Cristo
En 1982 se desempeñó como capellán del Hogar de Cristo, cargo que ocupó hasta el 31 de julio de 2000, cuando asumió en el cargo Agustín Moreira S.J. Durante su gestión, el Hogar de Cristo creció en forma significativa, pasando de tener siete a cincuenta filiales a lo largo de Chile.
Formó parte de los directorios del Hogar de Cristo, de Fundación Futuro, de la Corporación Vida Buena, fue presidente del Centro de Investigaciones Socioculturales CISOC-Bellarmino y secretario ejecutivo de la Fundación Padre Hurtado. Fue columnista en el diario La Segunda.
Fue el negociador entre el Frente Patriótico Manuel Rodríguez y la familia Edwards durante el secuestro de Cristián Edwards, ocurrido a fines de 1991.

### Últimos años y homenajes

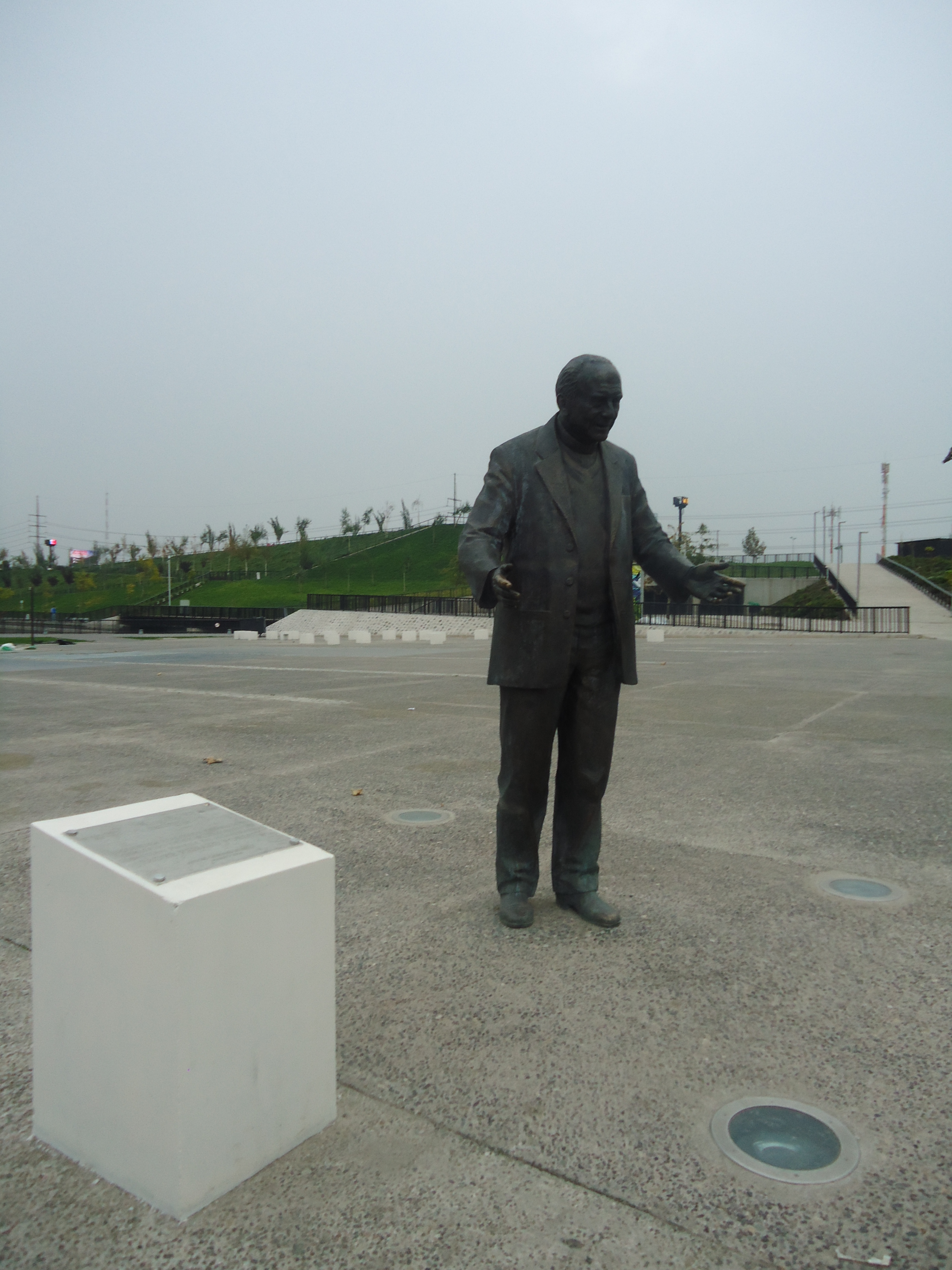
Estatua de Renato Poblete que estaba en el parque que llevaba su nombre hasta 2019, año en que fue retirada y el parque renombrado como Parque de la Familia.

En 2009 fue condecorado por la presidenta de Chile Michelle Bachelet con el Premio Bicentenario, otorgado por la Corporación del Patrimonio Cultural de Chile, la Universidad de Chile y la Comisión Asesora Presidencial para el Bicentenario de la República (Comisión Bicentenario). Dicho premio le fue retirado en enero de 2021 tras las denuncias de abusos sexuales realizadas en su contra.
Murió a los 85 años producto de un ataque cardíaco cuando los sacerdotes, estudiantes y hermanos jesuitas realizaban su encuentro de provincia anual en la casa de Ejercicios Espirituales del padre Hurtado. El presidente electo, Sebastián Piñera, afirmó que tenía la intención de nombrar a Poblete como capellán del Palacio de La Moneda.
En Santiago en 2015, fue bautizado en su homenaje el Parque fluvial Padre Renato Poblete, nombre que llevó hasta 2019, cuando denuncias de abuso sexual aparecieron en su contra.

## Denuncias de abusos sexuales
En enero de 2019, la Compañía de Jesús de Chile comunicó que había recibido una denuncia por abusos sexuales, de poder y de conciencia presuntamente cometidos por Renato Poblete entre 1985 y 1993, y anunció una investigación canónica. La denunciante fue la teóloga e ingeniera Marcela Aranda, quien conoció a Poblete como voluntaria del Hogar de Cristo. Tras el anuncio, aparecieron nuevos denunciantes en contra del sacerdote.
Por este motivo, el gobierno de Chile decidió en abril de 2019 cambiar el nombre del Parque fluvial Padre Renato Poblete por el de Parque de la Familia, y retirar la estatua de Poblete que existía en el parque.
El 30 de julio del mismo año, una investigación canónica desarrollada por la Compañía de Jesús concluyó que Renato Poblete «abusó de manera reiterada, grave y sistemática» bajo el amparo de su condición de sacerdote. Según esta investigación, hubo al menos 22 personas que fueron abusadas por Renato Poblete entre los años 1960  y 2008. De estas 22 personas, cuatro eran menores de 18 años cuando se produjo el abuso.
En el informe se pudo determinar que existió «una dinámica  de  violencia,  de  abuso  de  poder  y  de  manipulación emocional y psicológica de las víctimas y sus familias», además de, en algunos casos, el generar una dependencia económica para permitir una manipulación material.

## Obras
- San Alberto Hurtado, profeta de hoy para América Latina, Editorial Fundación Padre Hurtado
- Padre Hurtado S.J., Editorial Fundación Padre Hurtado

## Libros sobre
- Renato Poblete Barth S.J. Un puente entre dos mundos (2005), Edebé-Editorial Don Bosco,  ISBN 956-18-0712-2